# Dupond og Dupont
Dupond og Dupont (i ældre oversættelser Hansen og Hansen ) er to politiefterforskere (også kaldet detektiver) som jævnligt optræder i Tintin-serien. De har normalt en funktion til at kvikke historien op med falden-på-halen humor, idet de som regel kommer galt af sted på en eller anden måde. Deres dumhed er grænseløs. Som eksempel kan nævnes en episode i albummet Mission til Månen, hvor de begge bliver opskræmte over, som de tror, at have set et skelet (i virkeligheden har de set hinanden gennem en røntgenskærm), hvorefter de ender med at arrestere et plastikskelet fra en lægeklinik.
De to detektiver har ingen familiemæssige relationer (navnene er kun næsten ens), men i udseende ligner de hinanden så meget, at det normalt er svært at se forskel. Dog vil man – bortset fra deres første optræden (kronologisk) – ved nærmere eftersyn kunne se en lille, men dog markant forskel på de to herrers moustacher. Duponts overskæg buer en smule ud til siden, mens Duponds overskæg går lige ned.
Deres fremtræden er nobel: Sort jakkesæt med vest og bowlerhat samt spadserestok. Dog vil man ofte se dem i forsøg på forklædning, når de har opgaver udenlands, men desværre for dem, virker deres forsøg på at falde i med lokalbefolkningen normalt modsat. De har tilsyneladende deres oplysninger om lokale dragter fra turistbrochurer, så de bliver øjeblikkeligt genkendt som udlændinge.
Som detektiver er de som regel mere til besvær end til hjælp for opklaringen af forbrydelser. På den måde får de Tintin til at fremstå som ekstra klarsynet. Til trods for deres inkompetence, er de alligevel uundværlige eftersom at Tintin som ofte får alle spor og detaljer i efterforskningen fra de to detektiver, hvilket normalt ikke er tilgængeligt for pressen og offentligheden. Tintin ender som ofte med at løse mysteriet med mere hjælp fra sine følgesvende alene, dog  forbliver de to detektiver i den tro at det kun i en mindre grad er Tintin som er årsag til opklaringen, og de tager derfor ofte hele æren.
På dansk har følgende personer lagt stemme til figurerne:
- Ole Monty - Tintin På Skattejagt (1961)
- Søren Østergaard - Tintin Og Det Hemmelige Våben (originaludgave 1964)
- Ove Sprogøe - Soltemplet (1971), Tintin og Hajsøen (1972)
- Lars Thiesgaard - Tintins Eventyr (1991-1992), Tintin: Enhjørningens hemmelighed (2011)